# Сан-Сальвадор (Вальядолід)
Сан-Сальвадор (ісп. San Salvador) — муніципалітет в Іспанії, у складі автономної спільноти Кастилія-і-Леон, у провінції Вальядолід. Населення — 34 особи (2010).
Муніципалітет розташований на відстані близько 180 км на північний захід від Мадрида, 29 км на захід від Вальядоліда.

## Демографія
Динаміка населення (INE ):